# Макар (острів)
Макар — острів у морі Лаптєвих, в дельті річки Яна. Знаходиться за 30 км від материкового берега, та за 21 км до найближчого з Шелонських островів. Адміністративно належить до Якутії.

## Опис
Східне узбережжя острова покрите непрохідними або малопрохідними болотистими ділянками з розвинутим моховим покровом, західне узбережжя має підвищені ділянки (33—48 м) з рівною лишайниковою поверхнею. Ці ділянки місцями покриті озерами, а їх береги підмиваються морем. В майбутньому очікується розмивання острова.